# Il vero amico
Il vero amico è un'opera teatrale in prosa in tre atti di Carlo Goldoni del 1750, messa in scena per la prima volta a Venezia il 26 dicembre di quell'anno come apertura del Carnevale del 1751. Il tema della commedia è la lotta tra l'amore e l'amicizia, con la vittoria di quest'ultima.
Per il dramma Le fils naturel ou les Epreuves de la vertu del 1757, Diderot fu accusato di avere plagiato Il vero amico, ma non da Goldoni che, anzi, nella prefazione all'edizione a stampa della commedia si disse sicuro della buona fede dello scrittore francese: Io era lontano assai da Parigi quando ebbe origine questa contesa che ha fatto poi tanto strepito. S’io fossi stato allora presente, sarei stato il primo a disingannare il Pubblico per parte mia, giacché non ha voluto credere sulla parola di quello che si dichiarava inventore, e che avendo date le più chiare prove del suo talento, meritava tutta la fede. Spiacemi amaramente, che senza alcuna mia colpa si è scaricato il suo sdegno contro di me. Egli ha creduto, per abbattere i suoi nemici, dover discreditare le opere mie, ed ha creato una nuova Poetica, niente per altro che per poter dire che io era un cattivo Comico.
Si scatenò comunque un'accesa polemica, che portò Diderot ad accusare a sua volta Goldoni di aver copiato da L'avaro di Moliére per il personaggio di Ottavio, che invece risulta tratteggiato con incisiva autenticità e che inaugura le serie dei celebri avari goldoniani.

## Trama
Bologna. Florindo è innamorato di Rosaura che però è fidanzata con il miglior amico di lui, Lelio. Benché Rosaura ricambi il sentimento, Florindo rinuncerà a lei in nome dell’amicizia.

## Poetica
Nella prefazione alla commedia per l'edizione a stampa, Goldoni spiegò: Vi troverete, io spero, il vero carattere dell'amicizia, superiore all'interesse ed alla passione. Io non ho immaginato questa commedia per il trionfo dell’amore, ma per quello dell’amicizia; ed è sempre lodevole il sagrifizio che proviene dalla virtù. Qualche notabile cambiamento troverete anche in questa Commedia, specialmente nel carattere di Beatrice; cambiamento che mi parve necessario pel decoro del sesso amabile. Non è strana cosa, specialmente in Italia, il veder delle donne che per amore si umiliano, ma io ho creduto di render loro miglior giustizia, esentando le belle e le giovani da tal debolezza, lasciandola a quelle che per ragion dell’età hanno bisogno di raccomandarsi. . E nei suoi Mémoires l'autore affermò: Questa commedia è una delle mie favorite, ed ebbi sommo piacere di vedere anche il pubblico d'accordo con me; ero bensì meravigliato io stesso di aver potuto impiegarvi il tempo e le cure necessarie in un anno per me sì laborioso.